# Le Monde à bicyclette
Le Monde à bicyclette est une association montréalaise (Québec) d'activisme cycliste fondée en 1975 et ayant cessé son activité en 2000.
L'association promouvait le vélo comme moyen de transport. Dans une large mesure, le Monde à bicyclette était une association d'écologie urbaine orientée vers la défense des transports en commun, la mobilité active et l'urbanisme durable. De 1976 à 1998, elle publie un journal gratuit intitulé le Monde à bicyclette.

## Fondation
L'association, lancée en 1975, est le résultat d'une rencontre entre Montréalais adeptes du vélo comme moyen de transport. Les activistes Robert Silverman et Claire Morissette jouent un rôle central dans la construction du groupe militant,. Né en 1933 et déjà actif dans le milieu associatif notamment dans la lutte contre la guerre au Vietnam et pour la paix en Palestine, il s'investit dans la promotion du vélo utilitaire à la suite d'un voyage en France à Besançon en 1969 et aux contacts réalisés avec des associations étrangères notamment Philadelphia Bicycle Coalition. 
Les 11, 12 et 13 mars 1977, le Monde à bicyclette organise un congrès de fondation, réunissant une soixantaine de personnes, où les questions d’identités, d’objectifs et d’affiliations sont posées. Plusieurs orientations se manifestent : apolitique, réformiste, révolutionnaire et poético-vélorutionnaire. Si, finalement, aucune d'entre elles n'est retenue, le congrès permet cependant de définir clairement le but de l'association : « Sous le poids du développement de l’automobile et de son contrôle basé sur le motif de profits, nos villes ont grandi d’une manière inhumaine et sont maintenant accablées par des problèmes majeurs de pollution, de manque d’espace verts, etc. Face à cette situation, des cyclistes désireux de faire valoir leurs droits d’une façon qu’ils considèrent juste et valable ont senti la nécessité de se regrouper dans une organisation pouvant les représenter ».
Dans une interview à la suite de la mort de Silverman, l'activiste Scott Weinstein dit : « Il faut se rendre compte que Monde à Bicyclette avait deux personnes clés. Bob était le showman que tout le monde connaissait et Claire Morissette était l'organisatrice. Elle s'est vraiment occupée des détails et la tactique ».

## Publication
Le journal du Monde à bicyclette s’appelle successivement A vélo vers une ville nouvelle, Pour une ville nouvelle et le Monde à bicyclette. À partir de 1989, le nom du journal devient le Monde à bicyclette. Transport. Écologie. Société. La première publication de l’association montréalaise date de 1976. A l’origine imaginée comme un bimestriel, la publication du Monde à bicyclette est marquée par une irrégularité permanente (de 1 à 5 exemplaires par année). La seule période où l’association assure à son lectorat une certaine régularité, c’est entre 1990 et 1995 avec quatre numéros par an. Entre 1980 et 1984, l’association publie 9 000 exemplaires. Entre 1985 et 1994, le journal atteint 18 000 exemplaires.    
Entre 1976 et 1978, le journal s’apparente davantage à un bulletin de liaison interne à l’association. À partir de 1978, le journal se professionnalise, il est systématiquement composé d’une manchette, d’une Une, d’une couleur dominante, d’un sommaire et ponctuellement d’un éditorial. La couverture est présentée sur un format 22 x 29 cm tandis que les articles se lisent sur un format 44 x 29 cm.   
Dans les journaux du Monde à bicyclette, les articles portent sur l’actualité cyclable de Montréal. Les auteurs profitent du journal pour dénoncer les méfaits des automobiles en milieu urbain. Outre les articles sur la mobilité active, le journal est un espace d’information dans de nombreux domaines concernant l’actualité associative et alternative. Beaucoup d’articles portent sur les transports en commun, le nucléaire, le féminisme, le Tiers-Monde, l’homosexualité, le cinéma d’art et essai, l’urbanisme alternatif, l’architecture en ville… Il est un média de la contre culture montréalaise.   
Le journal est gratuit tout au long de son existence. Outre les dons et les subventions, les publicités participent à son financement. Les pages du Monde à bicyclette accueillent entre 1978 et 1998 environ 280 annonceurs différents provenant essentiellement de Montréal (restaurants végétariens, librairies alternatives, disquaires, épiceries biologiques, vélocistes, associations…).

## Modes d'action
Outre les pressions auprès des institutions publiques, le Monde à bicyclette s’impose sur la scène de la contestation montréalaise par l’organisation de cyclo-drames  (performance contestataire de cyclistes militants).   
À partir de 1975, l’association organise la journée internationale du vélo. Le 4 juin 1977, 5 000 cyclistes sont dans la rue. Le Monde à bicyclette profite de cette journée pour diffuser la culture du cycliste urbain par des activités de sensibilisation et des conférences. En 1985, le premier Tour de l'île de Montréal est organisé par Vélo Québec le même week-end que la journée internationale du vélo. À partir de 1988, le Guinness des records homologue le Tour de l’Ile comme le plus grand rassemblement de cyclistes du monde. En 1985, le Monde à bicyclette abandonne la journée internationale du vélo.  
Inspirée par les actions médiatisées menées par les associations d’écologie (Greenpeace, Les Amis de la Terre), le Monde à bicyclette organise des happenings cyclistes. Ils insistent sur les incohérences urbaines dont sont victimes les citadins et dénoncent l’omniprésence de l’automobile en ville. Le Monde à bicyclette organise des die-in, des manifestations spatiales (circulation de cyclistes avec un cadre en bois autour du vélo symbolisant l’espace pris par l’automobile), une traversée du Saint-Laurent en barque (1981), des incursions dans le métro montréalais vélo à la main, l’aménagement clandestin de pistes cyclables…

## Revendications
Dans le premier bulletin associatif (1976), l'association annonce les besoins les plus urgents pour les cyclistes :  
- Stationnements sécuritaires pour les vélos.
- Voies cyclables nord-sud et est-ouest.
- Permission de transporter les vélos dans le métro.
- Aménagements adaptés pour les cyclistes sur les ponts.

En juin 1982, à la suite de nombreuses actions de protestation, la Commission de transport de la communauté urbaine de Montréal (CTCUM) offre une carte vélo-métro aux détenteurs de bicyclettes. Ils sont autorisés dans le dernier wagon seulement en fin de semaine. À partir de juillet 1986, les cyclistes peuvent prendre le métro en semaine en dehors des heures d’affluences sans permis. En 1985, Montréal aménage un axe cyclable nord-sud. En 2008, l’axe cyclable est-ouest empruntant une partie du boulevard Maisonneuve est inauguré. Cet axe porte le nom de Claire Morissette au centre-ville, en l'honneur de l'emblématique militante du Monde à bicyclette. 
En octobre 1988, la municipalité de Montréal (Rassemblement des Citoyens de Montréal) propose un plan-vélo sur dix ans. La cyclabilité est envisagée de façon globale : réglementation des stationnements cyclistes publics et privés, complémentarité du vélo avec les transports en commun, incitation auprès de la population de se rendre à vélo aux grands évènements, définition d'une saison cycliste de huit à dix mois, campagne de conduite sécuritaire et création d'un groupe de travail incluant les cyclistes. Le Monde à bicyclette participe aux réunions du comité-vélo dans le cadre de la consultation associative. 
La contestation et le travail réalisés par le Monde à bicyclette en collaboration avec Vélo Québec depuis les années 1970 ont contribué à faire de Montréal une ville cyclable. En 2015, le Copenhagenize Urban Cycling Index a fait de Montréal la deuxième ville la plus cyclable d’Amérique du Nord et la 20e au rang mondiale

## Cyclo-féminisme
En 1977, l'association fonde un comité cyclo-féministe, exclusivement réservé aux femmes. On y parle féminisme, société et cyclisme au féminin. Le comité publie des articles dans la revue, organise des balades féminine à vélo et des ateliers de mécanique pour femmes. Le cyclo-féminisme lutte contre le sexisme à vélo, les agressions des femmes et promeut l'autonomie des femmes grâce à l'usage du vélo. Les féministes de la fin du XIXe siècle sont source d'inspiration pour le comité, notamment, les suffragettes Amelia Bloomer et Elizabeth Stanton ayant milité pour des codes vestimentaires féminins moins encombrants et plus pratiques pour utiliser un vélo. Mais aussi Tessie Reynold première femme parcourant une longue distance à vélo. 
Entre 1975 et 1998, plusieurs formes de cyclo-féministes apparaissent dans l'association. Il y a le cyclo-féminisme hérité du mouvement féministe des années 1970 où l'objectif est de lutter contre la domination masculine tant au sein de l'association que dans la société. On note aussi des références à l'écoféminisme où des réflexions entre valeurs féminines et écologie sont menées. Enfin il y a le féminisme humanitaire (ou vél-o-secours). Il défend le vélo comme facteur de liberté et d’autonomie des femmes dans le Sud Global. Le vélo réduit le temps de trajet quotidien des femmes en transportant des charges plus lourdes et plus rapidement (eau potable, bois, produits agricoles) au profit d’autres activés notamment l’éducation et la santé. Claire Morissette fonde l’association Cyclo Nord-Sud en 1994 afin de récupérer les vélos usagés montréalais pour ensuite les acheminer dans des pays du Sud. L’association Cyclo Nord-Sud est toujours active en 2015.

## Ouverture internationale
En 1977, Robert Silverman annonce dans le journal de l'association la création de l'internationale cycliste « Cyclistes de tous les pays, unissez-vous. Vous n'avez rien à perdre que vos chaines ! Construisons l'internationale cycliste ». Le monde associatif doit s'organiser à l'échelle mondiale. Il propose la création d'une bibliothèque multilingue et d'un bulletin de liaison multilingue et international. En février 1978, une cinquantaine de militants provenant de treize organisations ont fondé l’Internationale Cycliste à New York. Ce congrès est un espace de partages, d'échanges, de débats et de rencontres spécialisés dans les questions liées au cyclisme urbain. À partir de 1980, la Bicycle Federation of America organise la conférence Pro Bike. 
À partir de 1979, l'association Bicycle Network publie Network News spécialisée dans l’actualité du cyclisme urbain à l’échelle internationale. Le Bicycle Network récolte les articles envoyés par les associations de monde entier pour ensuite les publier dans sa revue. En 1980, quatre-vingt-dix organisations provenant d’une vingtaine de pays s’associent au réseau cycliste. Le Monde à bicyclette consacre dans son journal une page à l’actualité cycliste internationale alimentée entre autres par Network News.